# Beach Boys: An American Family
The Beach Boys: An American Family är en amerikansk miniserie i två delar från år 2000. Serien regisserades av Jeff Bleckner.

## Handling
Serien är baserad på den sanna historien om rockbandet The Beach Boys, och den utspelar sig mellan åren 1960 och 1974. Serien börjar med att bandet bildas under slutet av år 1960 och början av 1961, och sen får man följa bandmedlemmarna och deras anhöriga fram till år 1974. Man får ta del av viktiga händelser för bandet.

## Soundtrack
I serien får man höra några av Beach Boys största hits, och det är originalinspelningar. Dessutom får man höra musik av bland andra Jan and Dean och The Sunrays.
Några Beach Boys-låtar man får höra i serien:
- Wouldn't It Be Nice
- Surfin Safari
- Surfin USA
- In My Room
- Be True To Your School
- I Get Around
- Good Vibrations
- God Only Knows
- Add Some Music To Your Day

## Rollista (i urval)
- Frederick Weller - Brian Wilson
- Nick Stabile - Dennis Wilson
- Ryan Northcott - Carl Wilson
- Kevin Dunn - Murry Wilson
- Matt Letscher - Mike Love
- Erik Passoja - Charles Manson